# 薛潮
薛潮（1956年2月—），江苏江阴人。中国共产党党员。中华人民共和国政治人物。上海大学管理工程系在职研究生学历。

## 生平
历任共青团上海市委副书记、书记，中共上海市长宁区委副书记、代区长、代区长、区长、区委书记等职。2008年11月任上海市人民政府副秘书长，12月兼任上海市对口支援都江堰灾后重建指挥部总指挥。2013年当选为上海市人大常委会副主任。